# Прусський флот
Прусський флот (нім. Preußische Marine) — військово-морські сили королівства Пруссія. Він був створений на основі Бранденбурзького флоту, після того як герцог Пруссії став королем у 1701. Тоді Бранденбург та Пруссія утворили подвійну державу якою правив дім Гогенцоллернів. Прусський флот проіснував до утворення в 1867 році Північнонімецького союзу, перетворившись на Північнонімецький союзний флот.
Століттями прусські військові концентрували свою увагу на розвитку сухопутних сил, не приділяючи уваги пануванню на морі. Хоча історично прусські військово-морські сили існували ще з тих часів коли слово «Пруссія» використовували лише для Бранденбурзького маркграфства.

## Бранденбурзький флот
Бранденбурзьке маркграфство, попередник королівства Пруссія, мало власні військово-морські сили починаючи з XVI століття. Починаючи з 1657 року, під командуванням курфюрста Фрідріха-Вільгельма («Великий курфюрст»), вони перетворилися на наступальні військово-морські сили. Курфюрст визначив розвиток навігації та комерції як основні цілі, а також прагнув розвивати заокеанські колонії. Проте потомки Фрідріха-Вільгельма не були зацікавлені у заокеанських територіях і розвитку власних військово-морських сил. Його син Фрідріх I, з 1701 король Пруссії, з задоволенням продав колоніальні володіння Нідерландам. З перетворенням Бранденбурга на королівство Пруссія, розпочався занепад бранденбурзького флоту; який закінчив з продажем колоній.

## XVIII століття
Прусські королі у XVIII столітті не надто переймалися розвитком власного флоту. Через континентальне розташування держави та відсутність легко захищених кордонів, Пруссія сконцентрувала свою увагу на розвитку сухопутної армії. Крім того королівство покладалося на дружні відносини з державами, які мали потужні флоти, наприклад, Данія та Нідерланди.
Фрідріх II («Великий») вважав, що Пруссія не повинна мати власний бойовий флот. Королівство не могло створити великий флот який би міг зрівнятися з флотами Британії, Франції, республіки Об'єднаних провінцій, Іспанії, Швеції, Данії та Росії; зі своїми кількома кораблями, Пруссія завжди залишалася на другому плані у порівнянні з великими морськими державами. Він вважав, що морські битви рідко зможуть вирішувати конфлікти і тому вважав за краще мати найкращу в Європі армію, а не найгірший флот серед морських держав.
Тим не менш Пруссія побудувала невеликий флот з 13 тимчасових військових кораблів протягом Семирічної війни. Цей зародок флоту було втрачено у битві при Неуварпо у вересні 1759 проти шведських сил. Пруссія втратила всі кораблі і як наслідок шведи окупували Узедом та Волін. Проте, у 1760 кораблі було відновлено, а нова флотилія несла службу до кінця війни у 1763.
Тим не менш, прусський монарх хотів взяти участь у міжнародній морській торгівлі і тому заснував кілька торговельних компаній (з перемінним успіхом). Одна, створена у 1772 і яка отримала назву Societé de Commerce maritime, існує до тепер під назвою Preußische Seehandlung (приблизно перекладається як «Прусське морське підприємство»).

## XIX століття

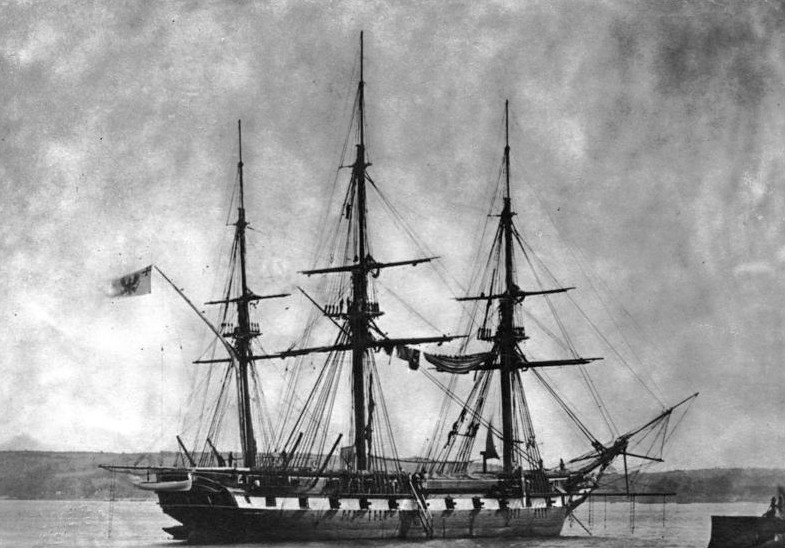
SMS Thetis, приблизно 1867.

Після закінчення наполеонівських війн, Пруссія поволі почала будувати власний невеликий флот для захисту узбережжя. І знов, більшу увагу приділяли будівництву торгового флоту, аніж військового. Саме в цей час значну роль зіграло саме Прусське морське підприємство. Його судна мали озброєння для захисту від піратів, а над суднами був піднятий військовий кормовий прапор. Захисний флот існував до 1850.
Одним з перших хто почав розробляти прусський флот став принц Адальберт Прусський. Він багато мандрував і з'ясував цінність флоту для підтримки торгівлі та захисту власної навігації. Під час революції 1848—1852, за наказом франкфуртських національних зборів, принц став відповідальним за відновлення імперського флоту (Reichsflotte) -  він був потрібен через загрозу війни з Данією.
Німецький союз фактично не мав власного флоту, а покладався на союзні сили Великої Британії, Нідерландів та Данії. Протягом дансько-прусської війни 1848—1851, стало чітко видно провал такої стратегії, тому що Велика Британія та Нідерланди залишилися нейтральними, а Данія стала ворогом. За кілька днів данський флот перервав будь-яку морську торгівлю Німеччини у Північному та Балтійському морях. Флот Австрії, союзника Пруссії, перебував у Середземному морі і брав участь лише на завершальному етапі.
Після провалу революції 1848 Адальберт продовжив виношувати плани з розвитку прусського флоту. Він почав з будування бойових кораблів та навчання екіпажів. З середини 1850-х прусські корвети та фрегати можна було зустріти у різних куточках світового океану.
Окрім принца Адальберта, іншими визначними фігурами прусського флоту стали Карл Рудольф Броммі та Людвиг фон Генк, який став адміралом Імперського німецького флоту.
Тоді ж було створено першу військово-морську базу у Північному морі. За Ядебузенським договором (Jade-Vertrag) від 1853, велике герцогство Ольденбург уступила Пруссії район у затоці Яде. Тут, у наступні роки, виріс великий військово-морський порт який отримав назву Вільгельмсгафен у 1869.
До цього часу Прусський флот вже перестав існувати. Після австро-прусської війни 1866, Північнонімецькі держави об'єдналися під приводом Пруссії утворивши Північнонімецький союз. На залишках прусського флоту утворився Північнонімецький федеральний флот, який після французько-прусської війни отримав назву імператорські військово-морські сили Німецької імперії.

## Резюме
Хоча Пруссія завжди позиціонувала себе як сухопутні держава, її зльоти та падіння були тісно пов'язані з долею бранденбурзько-прусськими-німецькими військово-морськими силами. З появою Великого Курфюрста почалася підготовка перетворення маркграфства Бранденбург на королівство Пруссія. У той час морська сила та колонії були обов'язковими атрибутами влади в Європі; такі атрибути були навіть у малих і середніх за розмірами країн таких як Данія та Нідерланди.
На 150 років Пруссія — на відміну від інших країн Європи — відмовилася від виробництва власного флоту. До війни 1848—1852 з Данією Пруссія не бачила потреби навіть у малих військово-морських силах які були потрібні для захисту власних морських інтересів. Але через 15 років Пруссія передала молоді військово-морські сили новоутвореній німецькій централізованій державі, дія яка була неприпустима по відношенню до прусської армії. The Спочатку флот було передано Північнонімецькій конфедерації, а у 1871, як імперський флот, новоствореній Німецькій імперії.
Морські вподобання останнього прусського імператора Вільгельма II, підготували кінець прусській монархії. Формування німецьких військово-морських сил наприкінці XIX та на початку XX століть стали однією з причин розв'язання Першої світової війни; і саме бунтівні матроси флоту відкритого моря змусили відректися імператора під час революції 1918—1919. ВМС продовжили існування як Рейхсмаріне, а пізніше Крігсмаріне, до кінця Другої світової, яка стала їхнім кінцем.